# Feministische Kunst

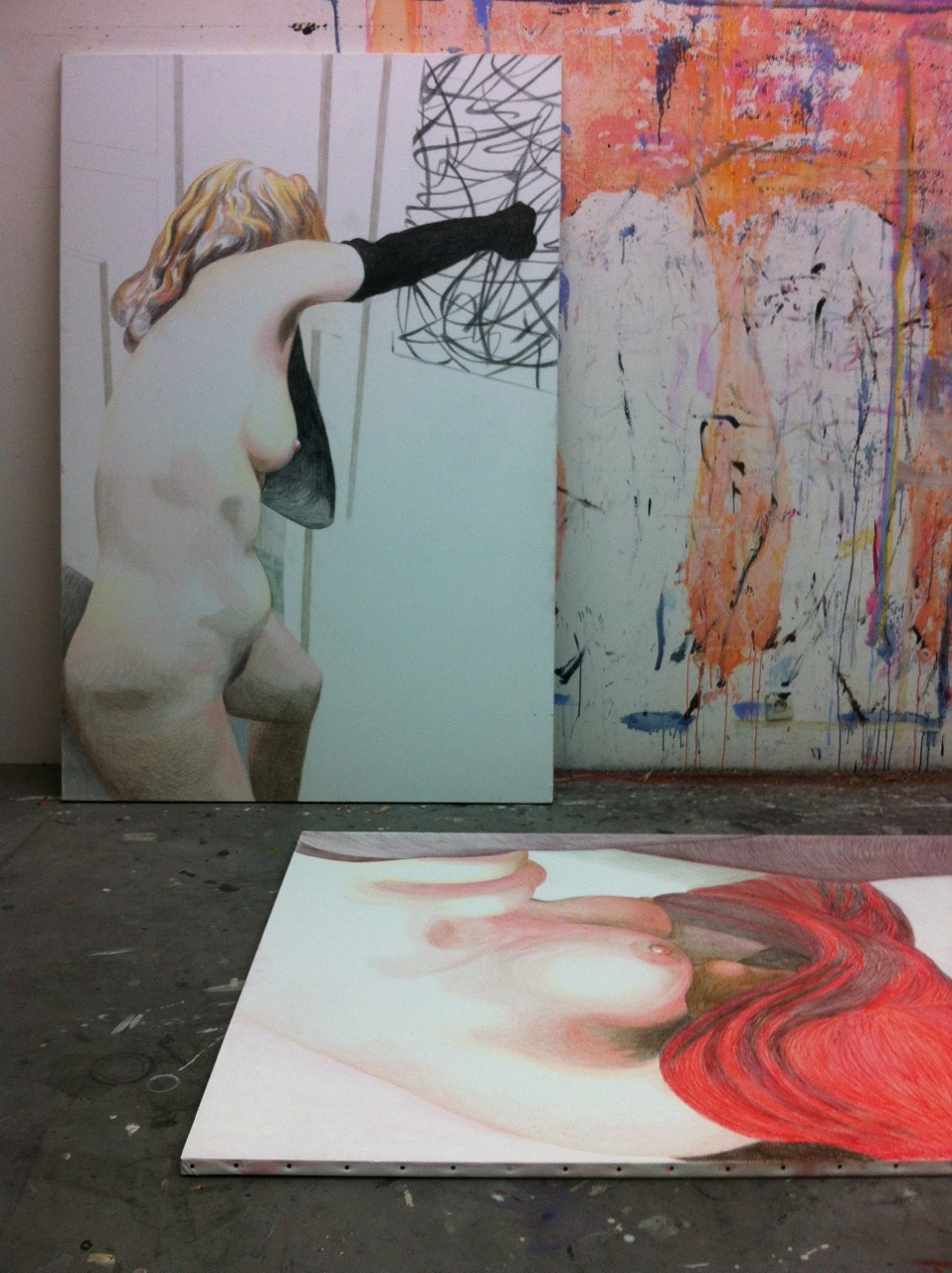
Agnès Thurnauer: Selbstporträt (2015)

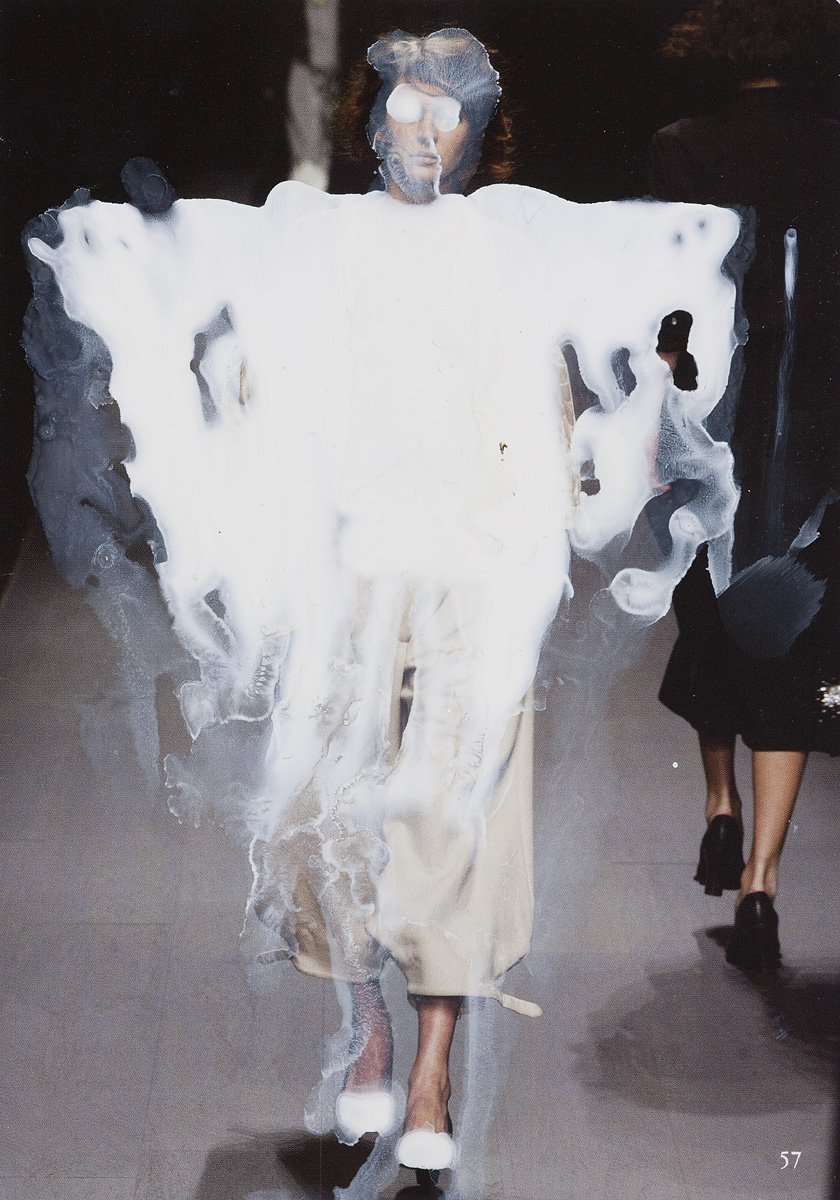
Mary Schepisi: Beauty Interrupted (2011)

Feministische Kunst (englisch feminist art) bezeichnet eine Kunstbewegung der zeitgenössischen bildenden Kunst. Der Begriff entstand Ende der 1960er Jahre in den USA und war mit der zweiten Frauenbewegung verknüpft. In der feministischen Kunst befassen sich Künstlerinnen mit weiblicher Identität sowie kollektiven Erfahrungen von Frauen und setzen sich mit konventionellen Geschlechterkonstruktionen und Kunstnormen auseinander.

## Begriff
Bereits im 19. und frühen 20. Jahrhundert artikulierten bildende Künstlerinnen feministische Themen und Forderungen in ihren Werken, darunter Hannah Höch, Claude Cahun und Alice Lex-Nerlinger.
Der Begriff „feminist art“ tauchte jedoch erst in den späten 1960er Jahren in den USA auf. Bereits Anfang der 1970er Jahre gab es am San Francisco Art Institute ein „Feminist Art Program“, das von den Künstlerinnen Judy Chicago und Miriam Schapiro entwickelt worden war. Im deutschsprachigen Raum hat den Begriff „feministische Kunst“ Ulrike Rosenbach zunächst nur für ihre eigene Arbeit geprägt. Neben ihr war Valie Export die einzige, die sich in den 1960er und '70er Jahren selbst als „feministische Künstlerin“ bezeichnete. Der Begriff verbreitete sich im deutschsprachigen Raum durch ein 1976 erschienenes Essay von Silvia Bovenschen über die Frage, ob es eine „‚weibliche’ Ästhetik“ gibt.
Feministische Kunst ist nicht gleichzusetzen mit „Frauenkunst“ oder „weiblicher Kunst“, nicht jede Kunst von Frauen ist feministisch. Die Kunsthistorikerin Margarethe Jochimsen, Kuratorin der Ausstellung Frauen machen Kunst 1976/77 in Bonn, schrieb im Ausstellungskatalog, feministisch sei Kunst, „wenn Künstlerinnen in ihr Gedanken zur Anschauung bringen, die sich im weitesten Sinne aus der diskriminierenden gesellschaftlichen Situation der Frau, aus dem gesellschaftlichen Diktat so genannter weiblicher Funktionen, Eigenschaften und Verhaltensweisen usw. ableiten lassen, gegen die sich Künstlerinnen in irgendeiner Form wenden“. Nach Jochimsen ist feministische Kunst ihrem Charakter nach transitorisch. Es gebe sie nur so lange, wie die gesellschaftliche Gleichstellung der Geschlechter nicht verwirklicht ist. Dies beträfe auch die Lebenswege von Künstlerinnen, die sich in Lebensphasen, in denen sich der Konflikt zwischen gesellschaftlich zugewiesener Frauenrolle und der Kunstausübung als besonders gravierend erwies, stärker mit feministischen Themen befasst hätten. Daher seien Künstlerinnen nicht ein für alle mal mit einem „feministischen Stempel“ zu versehen.

## Geschichte
Die zweite Frauenbewegung entwickelte sich zeitgleich mit einem Aufbruch in der Kunst. Neue Kunstformen wie Performance und Body-Art öffneten den Werkbegriff hin zu einem situations- und handlungsbetonten Prozess, lösten die strikten Grenzen zwischen Kunst und Alltag auf und thematisierten das Verhältnis von Künstler und Leben. Aus dem Zusammenspiel mit dem Feminismus entstand die neue Kunstbewegung feministische Kunst. Sie umfasste Künstlerinnen in Europa und in den USA, die begannen gegen die Vormachtstellung von Männern in der Kunstwelt kämpfen. Sie gründeten Aktionsgemeinschaften, demonstrierten vor Museen gegen den Ausschluss von Künstlerinnen, organisierten Symposien und kuratierten ihre Ausstellungen selbst, gründeten Verlage und Zeitschriften und verfassten Manifeste. Valie Export rief 1972 in ihrem Manifest Women's Art auf: „die kunst, die der mann uns aufdrängt, verändern, heißt, die facetten der frau, die der mann gebaut hat, zerstören“.

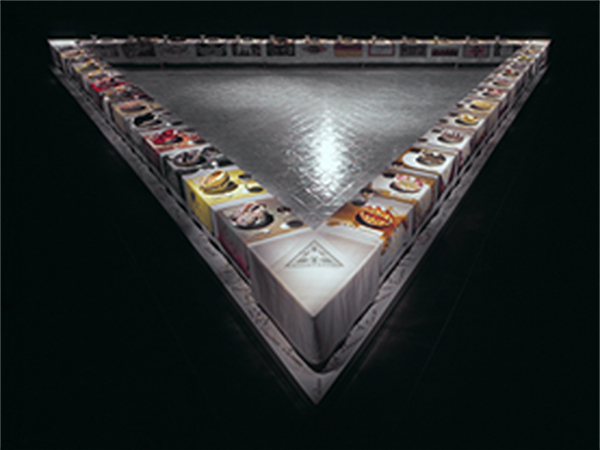
Judy Chicagos Kunstinstallation The Dinner Party (1974–1979)

In ihren Arbeiten konzentrierten sich feministische Künstlerinnen auf Themen wie stereotype Weiblichkeitsbilder, Körperlichkeit, Sexualität, sexuelle Gewalt und stellten Machtverhältnisse und Hierarchien in Frage. Ein Thema war die Passivität, die seit Jahrhunderten mit der Rolle der Hausfrau und Mutter verbunden war. Sie trugen jedoch auch grundlegend zur Weiterentwicklung von Kunstformen bei. Sie nutzten als Ausdrucksmittel Medien wie Photographie, Film und Video, die ihnen weniger von der männlich bestimmten Kunstgeschichte vorgeprägt zu sein schienen als Malerei und Bildhauerei. Sie schufen Rauminstallationen, mit denen sie Frauen zugedachte private Räume besetzten und neu definierten, sowie Performances und Aktionen, für die sie ihren eigenen Körper zum Material ihrer Kunst machten.
Die Performance- und Aktionskunst war in den 1960er Jahren wesentlich von Frauen getragen. Diese Künstlerinnen zeigten früher als es in den Gender Studies diskutiert wurde, dass soziales Geschlecht (gender) mit dem Körper verbunden ist, und dass es der Körper ist, der mit heteronormativen Vorstellungen und Fantasien aufgeladen wird. Wegweisend war die Performance Cut Piece von Yoko Ono von 1964, deren Themen Marina Abramovic mit ähnlichen Strukturen in ihrer Performance Rhythm 0 1974 wiederaufnahm, und das Tapp- und Tastkino von Valie Export von 1968. Sie luden dazu ein mit unerschüttlich passiven weiblichen Körpern zu interagieren und konfrontierten mit der Objektifizierung von Frauen.

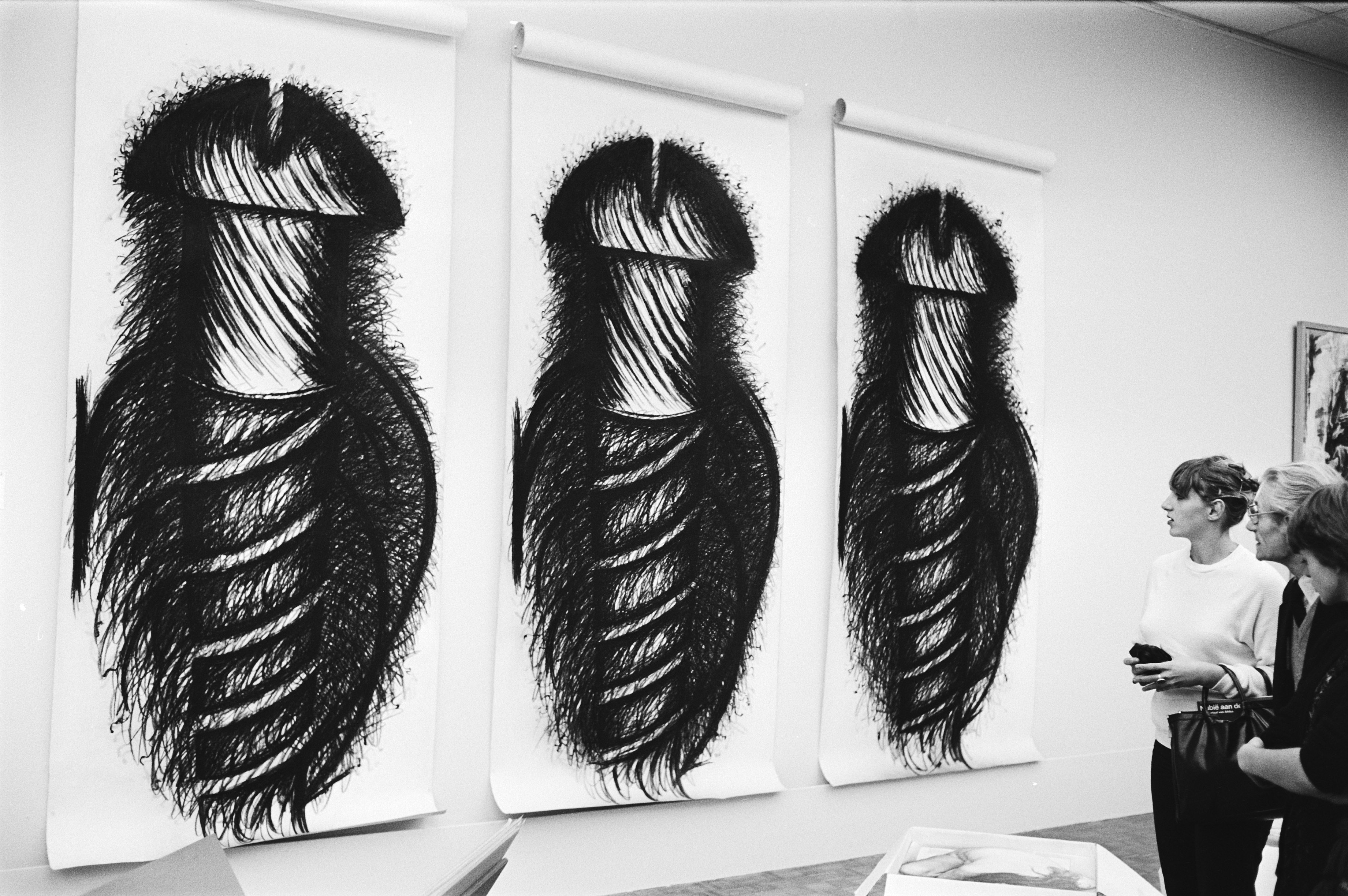
Judith Bernstein: Phallic Screws (1979)

Die 1970er Jahre waren die Hochphase feministischer Kunst in den USA, vor allem in New York und Los Angeles, in Großbritannien und in Deutschland. Jeremy Strick, Direktor des Museum of Contemporary Art, Los Angeles (MOCA) nannte 2007 in der Rückschau die feministische Kunst dieser Jahre „die einflussreichste internationale Kunstbewegung der Nachkriegszeit“. Zu ihrer Zeit fand sie jedoch oft keine Präsenz in etablierten Kunstinstitutionen. Judith Bernstein begann 1969 Serien wandgroßer Kohlezeichnungen von behaarten Rundkopfschrauben. Mit der offensichtlichen Gleichsetzung von Schrauben und Phallus verspottete sie männliche Vorherrschaft. Die Zeichnungen drückten die Wut aus, die viele Frauen empfanden. Als eines der Werke aus der Serie mit dem Titel Horizontal für die Kunstausstellung Women's Work – American Art 1974 am Philadelphia Civic Center nominiert wurde, bestand dessen Direktor John Pierron darauf, dass das Kunstwerk ausgeschlossen wird. Es wurde als „moralisch verwerflich“ zensuriert. Daraufhin gab es eine Petition zahlreicher Künstler, die jedoch Pierron ungerührt ließ. Erst anlässlich einer Solo-Ausstellung 2012 im New Museum of Contemporary Art wurden die Phallic Screws als „Meisterwerke feministischen Protestes“ gewürdigt.

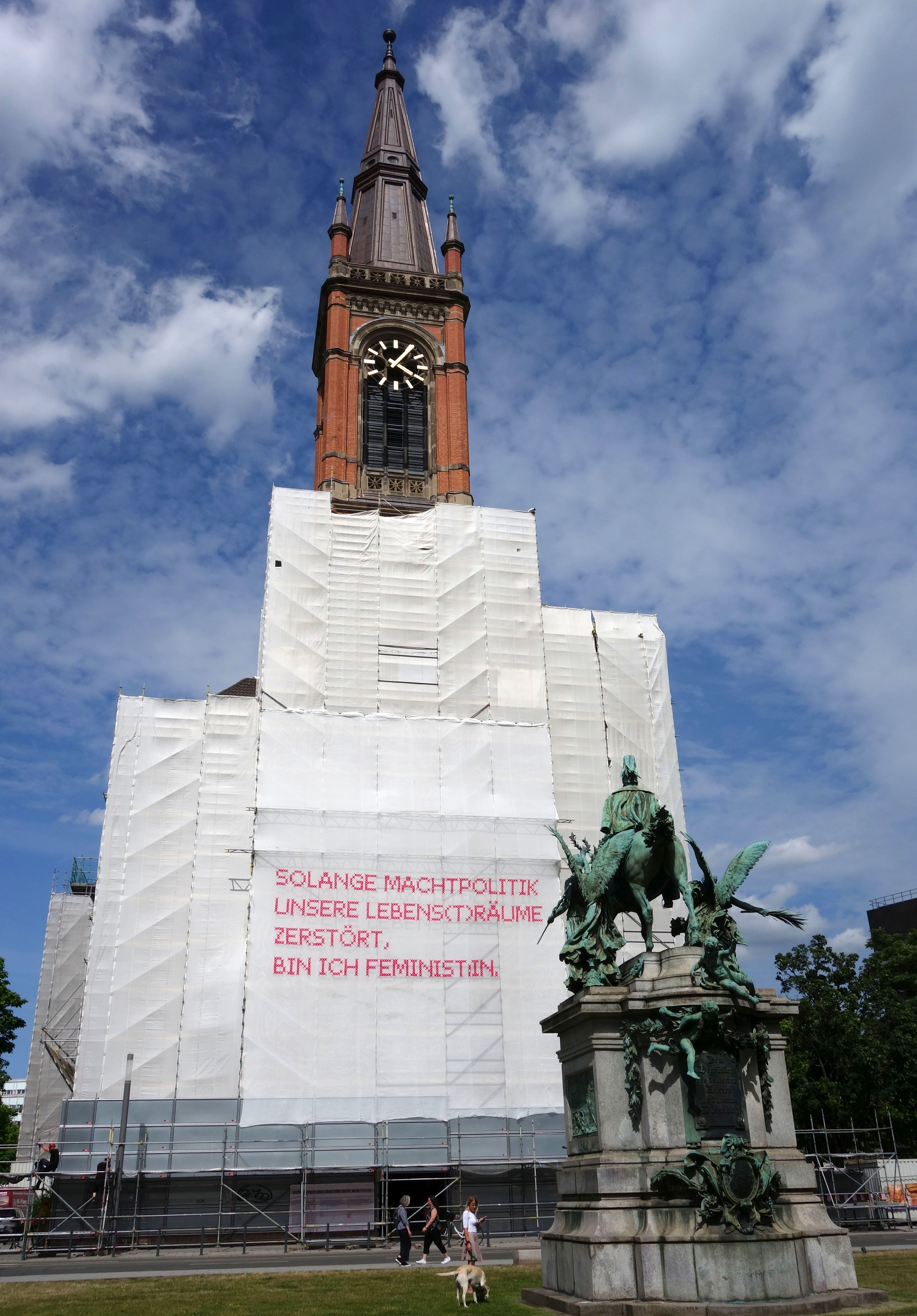
Katharina Cibulka: „Solange Machtpolitik unsere Lebens(t)räume zerstört bin ich Feminist:in.“, Transparent an der Johanneskirche Düsseldorf, Juni 2025

Nicht alle Künstlerinnen, die sich in ihrer Kunst mit Geschlechterrollen, Weiblichkeitsbildern und geschlechtsspezifischen Machtverhältnissen auseinandersetzten, sahen sich als feministische Künstlerinnen, wie Marina Abramović oder Niki de Saint Phalle. Gleichwohl werden Performances von Abramović aus den 1970er Jahren, mit denen sie die traditionelle Rolle von Frauen in der Kunst kritisierte und parodierte, und die voluminösen Nanas von Niki de Saint Phalle mit feministischer Kunst assoziiert.
Laut Gabriele Klein (2019) ist die aktuelle Situation in der Kunst durch eine „Musealisierung und Historisierung der Feministischen Avantgarde und dem Abflauen der genderspezifischen Kunstforschung“ geprägt. Es sei ambivalent, wenn ihre einstige gesellschaftliche Sprengkraft im Kanon der Künste zur Konvention werde, aber zugleich würden auch vergessene Künstlerinnen wiederentdeckt. Andrerseits sei die radikale Ästhetik der feministischen Avantgarde in die Kulturindustrie überführt und von Künstlerinnen wie Madonna, Lady Gaga oder Beyoncé als Pop in Video-Clips und Bühnenperformances aufbereitet und vermarktet oder in Protestaktionen wie von Pussy Riot oder Femen übersetzt worden.
Feministische Künstlerinnen der jungen Generation, darunter Petra Collins oder Arvida Byström, nutzen Social-Media-Kanäle, um Bilder von Sexualität und ästhetischen Normen zu inszenieren, mit denen sie das Ziel eines anderen Umgangs damit verfolgen. Die Kunstprojekte im öffentlichen Raum der Serie Solange von Katharina Cibulka basieren wie die Lichtinstallationen von Jenny Holzer auf Text. Mit 56 Quadratmeter großen Kreuzstich-Stickereien in Pink auf Staubschutznetzen weist Cibulka auf feministische Themen hin und verhüllt damit Gebäude, die seit Jahrhunderten Männerdomänen sind. Das Baugerüst vor der Fassade der Wiener Kunstakademie verhängte sie mit dem Slogan „As long as the art market is a boys' club, I will be a feminist“, das Baugerüst des Innsbrucker Doms mit „Solange Gott einen Bart hat, bin ich Feminist“. Der Generalvikar hatte darum gebeten, „Feminist“ und nicht „Feministin“ zu schreiben, damit klar würde, dass er persönlich dahinterstehe.

## Repräsentanz in Kunstinstitutionen
Repräsentanz von Frauen in der Kunstwelt war von Anfang an eins der zentralen Thema feministischer Künstlerinnen. In einem Artikel der Kunsthistorikerin Linda Nochlin mit dem Titel Why have there been no great Women Artists? (Warum hat es keine großen Künstlerinnen gegeben?) im Jahr 1971, der den Grundstein für die feministische Kunstwissenschaft legte, diskutierte sie die sozialen und kulturellen Einschränkungen von Künstlerinnen und ihren Ausschluss aus den Kunstinstitutionen. Ausstellungen, die feministische Künstlerinnen und Kunstwissenschaftlerinnen in den 1970er und '80er Jahren kuratierten, sowie Publikationen zielten darauf ab, den Beweis zu erbringen, dass Frauen trotz Ausgrenzung als Künstlerinnen gearbeitet hatten.

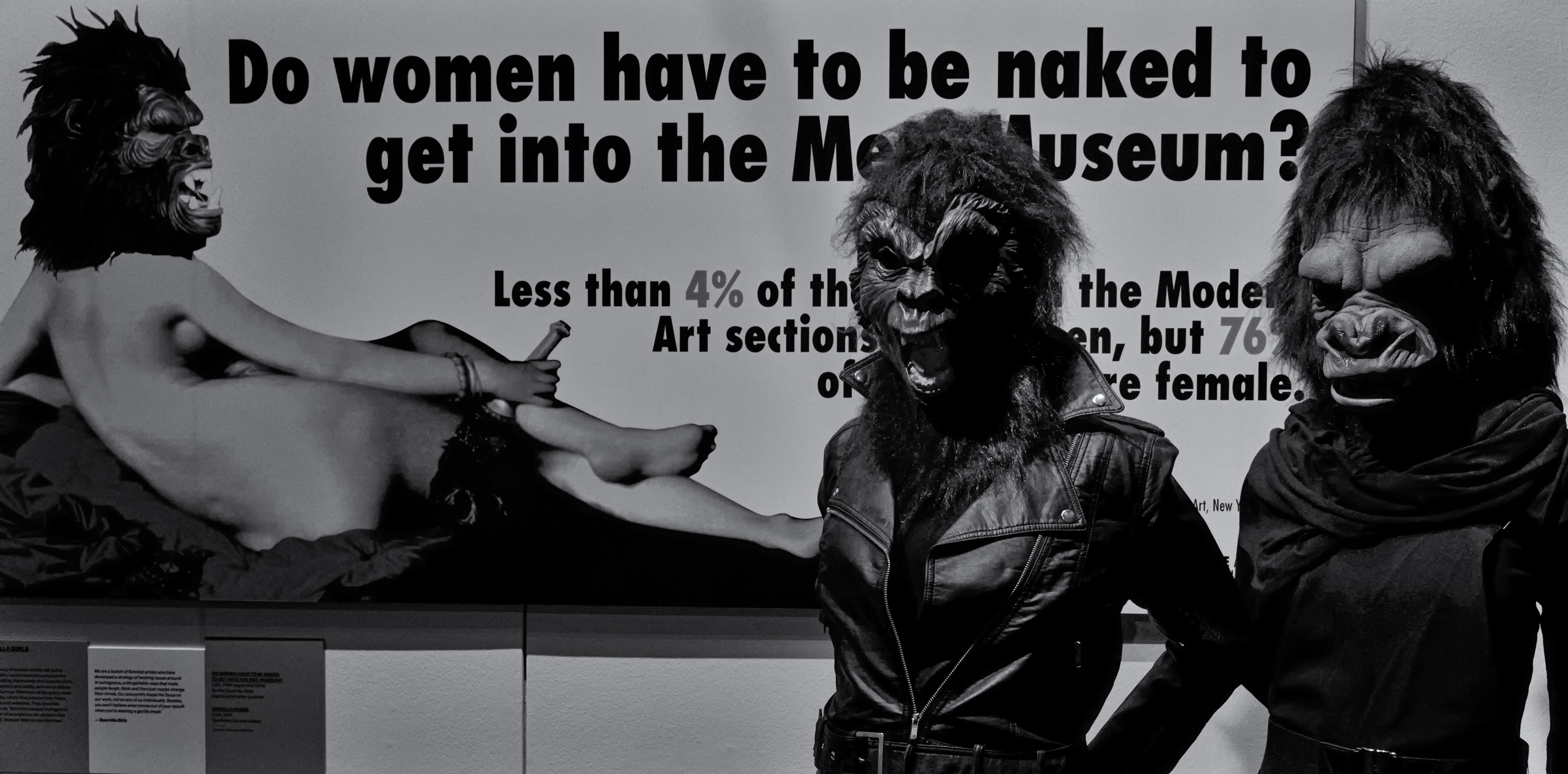
Guerrilla Girls vor dem Victoria and Albert Museum, London

Mit der rhetorischen Frage „Do women have to be naked to get into the Met. Museum?“ (Müssen Frauen nackt sein, um in das Met.Museum zu kommen?) auf einem Plakat vor dem Museum of Modern Art protestierte die feministische Künstlerinnengruppe Guerrilla Girls 1989 gegen die sexistische Diskriminierung von Frauen in der Kunstwelt. Zu der Zeit machten Künstlerinnen in der Sektion Moderne Kunst des Met Museums lediglich fünf Prozent aus und 85 Prozente der Akte waren weiblich. Die Aktion machte darauf aufmerksam, dass die Frau zwar eine der liebsten Inspirationsquellen sowie häufiges Sujet der abendländischen Malerei ist, jedoch nur selten auch als Schöpferin von Kunst präsent. Wie die feministischen Installationskünstlerinnen Barbara Kruger und Jenny Holzer nutzten die Guerilla Girls die visuelle Sprache der Werbung, insbesondere des Flypostings (wildes Plakatieren), um ihre Botschaften schnell und verständlich zu vermitteln.
In einem Artikel von 2004 schrieb Nochlin, dass Frauen in der Kunst mittlerweile nicht mehr die Ausnahme seien, sondern ein selbstverständlicher Teil des Kunstbetriebs. Nach Gabriele Klein zeigen jedoch verschiedene Studien aus europäischen und nordamerikanischen Ländern, dass Frauen im Kunstbetrieb keineswegs gleichgestellt sind und noch immer das Bild des „männlichen Kunstgenies“ dominiert, was sich in Berufspositionen, Einkommen und Ansehen ausdrückt. Als das Museum of Modern Art 2012 Cindy Sherman eine Retrospektive widmete, bemängelte die Kunstkritikerin Roberta Smith in der New York Times, das Museum habe eine große Chance vertan, weil es eine der wichtigsten Künstlerinnen unserer Zeit nicht auf gleich großer Fläche gewürdigt habe wie zuvor Willem de Kooning, Martin Kippenberger oder Richard Serra.
Zu den Kunstinstitutionen, die speziell feministische Kunst ausstellen oder sammeln, zählen einige der Frauenmuseen. Das 2007 eröffnete Elizabeth A. Sackler Center for Feminist Art im Brooklyn Museum in New York widmete zahlreiche Ausstellungen der feministischen Kunst von den 1990er Jahren bis in die Gegenwart und deren Einfluss auf internationale Kunstbewegungen. Die Sammlung Verbund in Wien legt einen Schwerpunkt auf die internationale Feministische Avantgarde der 1970er Jahre.

## Ausstellungen
Die Liste enthält Ausstellungen, die der feministischen bildenden Kunst gewidmet waren oder kuratiert wurden, um Kunst von Frauen Repräsentanz zu verschaffen.

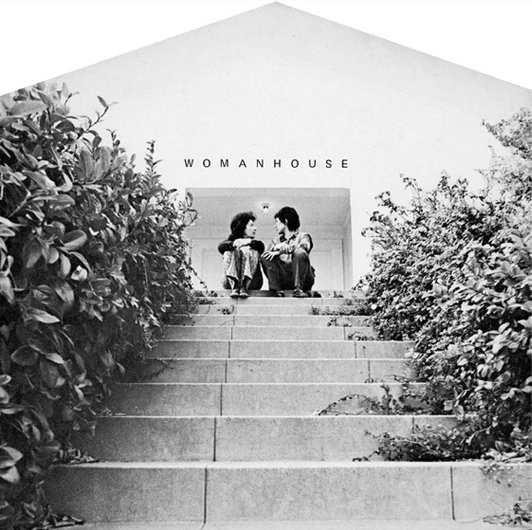
Womanhouse, 1972 (Cover des Ausstellungskatalogs)

- 1972: Womanhouse war ein Ausstellungsprojekt im Rahmen des „Feminist Art Program“ am California Institute of the Arts, geleitet von Judy Chicago und Miriam Schapiro. 21 Studentinnen funktionierten eine leer stehende zweigeschossige Villa in Hollywood (Mariposa Avenue) zu einem Ausstellungsort um, wobei die Struktur eines Wohnhauses beibehalten wurde. Mit Installationen und Performances stellten sie Hausarbeit, die typischen Innenräume und Tagträume von Frauen in den Mittelpunkt und parodierten Stereotypen. Womanhouse gilt als die erste feministische Kunstausstellung.[28]
- 1975: Magna–Feminismus. Kunst und Kreativität in der Galerie nächst St. Stephan in Wien. Gruppenausstellung mit Arbeiten von 26 Künstlerinnen und Autorinnen nach einem multimedialen Konzept von Valie Export. Sie begriff die Kunst als Ausdrucksmittel im emanzipatorischen Prozess des Feminismus und brachte Zeugnisse des damaligen österreichischen Feminismus mit Kunstwerken in einem Raum zusammen.[29][30]
- 1975: Kvindeudstillingen XX på Charlottenborg (dt.: Frauenausstellung XX in Charlottenborg) in der Kunsthal Charlottenborg, Kopenhagen. Internationale Ausstellung im Kontext der europäischen Frauenbewegungen, u. a. mit der Performance Art Must Be Beautiful, Artist Must Be Beautiful von Marina Abramović.[31]
- 1976/77: Frauen machen Kunst. Galerie Philomene Magers in Bonn, kuratiert von der Kunsthistorikerin Margarethe Jochimsen und der Galeristin Philomene Margers. Die erste Ausstellung zum Thema Kunst und Feminismus in einer kommerziellen Galerie in Deutschland stellte feministische Kunst nicht-feministischer gegenüber.[32]
- 1977: Künstlerinnen international 1877–1977, Orangerie im Schloss Charlottenburg.[33] Die von Sarah Schumann, Evelyn Kuwertz, Petra Zöfelt, Inge Schumacher, Ursula Bierther, Ulrike Stelzl und Karin Petersen kuratierte Ausstellung in Berlin präsentierte Werke von ca. 190 internationalen Künstlerinnen, von denen einige in Deutschland bis dahin kaum bekannt waren, darunter Frida Kahlo, Eva Hesse, Maria Lassnig, Mary Bauermeister, Ulrike Rosenbach, Diane Arbus, Georgia O’Keeffe, Louise Bourgeois. Zum ersten Mal wurde systematisch die Perspektive von Frauen in der darstellenden Kunst zusammengetragen. Die Kuratorinnen, eine Frauengruppe der NGBK, wollten deutlich machen, dass Künstlerinnen nach wie vor unterrepräsentiert waren. Sie stießen auf zahlreiche Widerstände.[34] Kritisiert wurde, dass nur Werke von Frauen gezeigt wurden, ihre dreijährige Vorbereitungsarbeit blieb unbezahlt. Noch die Ausstellungseröffnung war von Protesten begleitet.[35]
- 1978: Women's Art, kuratiert von Natalia LL, die als Pionierin feministischer Kunst in Polen gilt,[36] in der „Jatki Galeria“ in Wrocław. Sie präsentierte feministische Kunst aus dem westlichen Ausland, u. a. Carolee Schneemann. 1980 fand die Ausstellung unter Beteiligung von Ewa Partum und weiteren polnischen Vertreterinnen feministischer Kunst in Poznań statt.[37]
- 1979: The Dinner Party von Judy Chicago. Eine der berühmtesten Kunstinstallationen, die die Geschichte der Frauen symbolisiert, erstmals im San Francisco Museum of Modern Art ausgestellt, tourte bis 1996 durch die USA, Kanada, Deutschland, Australien und Großbritannien und ist seit 2007 Teil der permanenten Ausstellung im Elizabeth A. Sackler Center for Feminist Art.
- 1979: Feministische Kunst Internationaal, Gemeentemuseum Den Haag, wurde bis 1981 in weiteren Orten in den Niederlanden gezeigt.
- 1980: Auf der 39. Biennale di Venezia bespielten erstmals zwei Künstlerinnen, Valie Export und Maria Lassnig, den österreichischen Pavillon.
- 1985: Kunst mit Eigen-Sinn – Traum oder Wirklichkeit? Kuratiert von Silvia Eiblmayr, Valie Export und Cathrin Pichler im Belvedere 21 in Wien. Die Ausstellung knüpfte an Magna–Feminismus von 1975 an und stellte die Frage nach den Eigenheiten der Kunst von Frauen neu.[38]
- 1990: Künste Wissenschaft und alles andere in Basel. Internationales Symposium und Ausstellung.[39] Die Videodokumentation dieses Symposiums ist auf dem schweizerischen Sozialarchiv einsehbar.[40]
- 2007 bis 2009: WACK! Art and the Feminist Revolution, kuratiert von Connie Butler für das Museum of Contemporary Art, Los Angeles, anschließend im Contemporary Art Center des Museum of Modern Art, New York, und in weiteren Museen. Die Ausstellung mit 120 Künstlerinnen aus den USA und Lateinamerika, Europa, Asien, Kanada, Australien und Neuseeland war die erste Retrospektive, die den Zusammenhang von Kunst und feministischer Bewegung von den späten 1960er bis in die 1980er Jahre untersuchte und dokumentierte.[41][42][43]
- 2009–2010: Reflections on the Electric Mirror: New Feminist Video. Die Ausstellung im Elizabeth A. Sackler Center for Feminist Art im Brooklyn Museum in New York knüpfte an die künstlerischen Praktiken feministischen Kunst der 1970er Jahre an und präsentierte Video-Kunst einer neuen Generation feministischer Künstlerinnen zum Thema Frauen.[44]
- Seit 2010: STAND UP! Feministische Avantgarde der 1970er Jahre aus der Sammlung Verbund. Die Ausstellung präsentiert rund 140 fotografische Arbeiten aus den 1970er-Jahren von renommierten Künstlerinnen wie Valie Export, Orlan, Ulrike Rosenbach und Cindy Sherman sowie weniger bekannten Positionen, die von Prof. Dr. Gabriele Schor kuratiert wurden. Die Werke beleuchten die radikale Auseinandersetzung mit der Rolle der Frau in Kunst und Gesellschaft und dokumentieren die Entstehung eines feministischen Bewusstseins. Ausstellungsorte und -zeiten, u. a.:

- Kunsthalle Hamburg: 2015
- Museum Moderner Kunst Stiftung Ludwig Wien: 2017.
- Staatsgalerie Stuttgart: 22. März – 26. Juni 2025
- Sprengel Museum Hannover: 5. Juli – 28. September 2025
- Museu de Arte Contemporânea da Universidade de São Paulo, Brasilien: 28. März – 28. Juni 2026
- Kunstmuseum Luzern: Sommer – Herbst 2027
- 2013: Der feine Unterschied. Die Ausstellung im Kunstverein Langenhagen präsentierte feministische Künstlerinnen aus vier Generationen, darunter Valie Export und Franziska Nast.[48]
- 2017/2018: Radical Women. Latin American Art, 1960–1985. (Mulheres Radicais: arte latino-americana, 1960–1985.) Wanderausstellung Hammer Museum, Los Angeles, Brooklyn Museum, New York, Pinacoteca de São Paulo, São Paulo[49]
- 2018: Women House. Die Ausstellung im National Museum of Women in the Arts in Washington ist eine Fortsetzung des Projekts Womanhouse von 1972. 36 internationale Künstlerinnen dekonstruierten mit Fotografien, Videos, Skulpturen und raumähnlichen Installationen Stereotypen von Häuslichkeit.[50][51]
- 2020: Blumensprengung. Künstlerinnen der Sammlung Ludwig im Ludwig Forum für Internationale Kunst, Aachen[52]
- 2022/2023: Fun Feminism Künstlerinnen der Sammlung des Kunstmuseums Basel im Kunstmuseum Basel, Basel[53]
- 2023/2024: Women in Revolt. Art and Activism in the UK 1970–1990, Tate Britain, London, 8. November 2023 bis 7. April 2024.[54][55]

## Liste von feministischen Künstlerinnen (bildende Kunst)
Die folgende Liste von Künstlerinnen ist unvollständig und enthält die Namen von Frauen, die sich selbst als feministische Künstlerinnen verstehen oder von denen Werke oder Schaffensphasen zur feministischen Kunst gezählt werden:
- Marina Abramović (geboren 1946, Serbien)
- Helena Almeida (1934–2018, Portugal)
- Eleanor Antin (geb. 1935, USA)
- Helène Aylon (geb. 1931, USA)[58]
- Lynda Benglis (geb. 1941, USA)
- Judith Bernstein (geb. 1942, USA)[59]
- Renate Bertlmann (geb. 1943, Österreich)
- Louise Bourgeois (1911–2010, Frankreich/USA)
- Lena Braun (geb. 1961, Berlin)
- Teresa Burga (geb. 1935, Peru)[60]
- Marsha Burns (geb. 1945, USA)
- Claude Cahun (1894–1954, Frankreich)
- Judy Chicago (geb. 1939, USA)
- Lili Dujourie (geb. 1941, Belgien)
- Mary Beth Edelson (geb. 1933, USA)[61][62]
- Renate Eisenegger (geb. 1949, Deutschland)
- Valie Export (geb. 1940, Österreich)
- Tatyana Fazlalizadeh (geb. 1985, USA)
- Esther Ferrer (geb. 1937, Spanien)
- Guerrilla Girls (seit 1985 in New York City)
- Theresa Hak Kyung Cha (1951–1982, Südkorea/USA)
- Margaret Harrison (geb. 1940, Großbritannien)[63]
- Mary Heilmann (geb. 1940, USA)
- Lynn Hershman Leeson (geb. 1941, USA)
- Jenny Holzer (geb. 1950, USA)
- annette hollywood (geb. 1969, Deutschland)
- Irma Hünerfauth (1907–1998, Deutschland)
- Alexis Hunter (1948–2014, Neuseeland, England)
- Sanja Iveković (geb. 1949, Kroatien)
- Birgit Jürgenssen (1949–2003, Österreich)
- Sandra Knecht (geb. 24. März 1968, Schweiz Bern)
- Barbara Kruger (geb. 1945, USA)
- Evelyn Kuwertz (geb. 1945, Österreich/Deutschland)
- Ketty La Rocca (1938–1976, Italien)
- Leslie Labowitz-Starus (geb. 1946, USA)
- Suzanne Lacy (geb. 1945, USA)
- Suzy Lake (geb. 1947, USA)
- Katalin Ladik (geb. 1942 Jugoslawien/Ungarn)
- Natalia LL (Natalia Lach-Lachowicz, 1937–2022, Polen)[64]
- Sheila Levrant de Bretteville (geb. 1940, USA)
- Karin Mack (geb. 1940, Österreich)
- Muda Mathis (geb. 1959, Schweiz)
- Petra Mattheis (geb. 1967, Deutschland)
- Ana Mendieta (1948–1985, Kuba/USA)
- Annette Messager (geb. 1943, Frankreich)
- Kate Millett (1934–2017, USA)
- Rita Myers (geb. 1947, USA)[65]
- Franziska Nast (geb. 1982, Deutschland)
- Alice Neel (1900–1984, USA)
- Shirin Neshat (geb. 1957, Iran)[66]
- Yoko Ono (geb. 1933, Japan/USA)
- Orlan (geb. 1947, Frankreich)
- Gina Pane (1939–1990, Frankreich)
- Ewa Partum (geb. 1945, Polen)
- Chris Regn (geb. 1964, Deutschland)
- Pipilotti Rist (geb. 1962, Schweiz)
- Ulrike Rosenbach (geb. 1943, Deutschland)
- Martha Rosler (geb. 1943, USA)
- Ora Ruven (geb. 1948, Israel)
- Niki de Saint Phalle (1930–2002, Frankreich)
- Miriam Schapiro (1923–2015, Kanada)[67]
- Carolee Schneemann (1939–2019, USA)
- Sarah Schumann (1933–2019, Deutschland)
- Cindy Sherman (geb. 1954, USA)
- Katharina Sieverding (geb. 1944, Deutschland)
- Penny Slinger (geb. 1947, England)
- Kiki Smith (geb. 1954, Deutschland/USA)
- Annegret Soltau (geb. 1946, Deutschland)
- Cornelia Sollfrank (geb. 1960, Deutschland)
- Nancy Spero (1926–2009, USA)
- Anita Steckel (1930–2012, USA)
- Agnès Thurnauer (geb. 1962, Frankreich/Schweiz)
- Rosemarie Trockel (geb. 1952, Deutschland)
- Mierle Laderman Ukeles (geb. 1939, USA)
- Lena Vandrey (1941–2018, Deutschland/Frankreich)
- Hannah Wilke (1940–1993, USA)
- Martha Wilson (geb. 1947, USA)
- Francesca Woodman (1958–1981, USA)
- Nil Yalter (geb. 1938, Ägypten/Frankreich)
- Sus Zwick (geb. 1950, Schweiz)

## Film
- Sie ist der andere Blick, Porträtfilm von Christiana Perschon über österreichische Künstlerinnen der feministischen Avantgarde der 1970er Jahre, wie Renate Bertlmann, Linda Christanell, Lore Heuermann, Karin Mack und Margot Pilz. Produktion: Christiana Perschon 2018 (Kinofilm, Farbe und Schwarz/Weiß, 88 Minuten).[68][69]